# NADH deshidrogenasa
La NADH deshidrogenasa, NADH:ubiquinona oxidorreductasa o complejo I es un gran complejo multienzimático que cataliza la transferencia de electrones del NADH al coenzima Q en la cadena respiratoria.
Es el mayor complejo de la cadena respiratoria; en los mamíferos consta de 45 cadenas polipeptídicas, de las cuales, siete están codificadas por el genoma mitocondrial. Contiene FMN como grupo prostético y 8 cúmulos hierro-azufre.
Su estructura tienen forma de "L" con un gran dominio en la membrana (con alrededor de 60 hélices transmembrana) y un dominio periférico hidrófilo donde se produce la reducción del NADH.
Constituye el punto de entrada a la cadena de transporte electrónico en las bacterias y en la membrana interna de las mitocondrias de las células eucariota. La transferencia electrónica se inicia mediante la oxidación del NADH ya que sus dos electrones son transferidos simultáneamente a un FMN unido no covalentemente a la enzima, y desde allí, a través de una serie de clusters Fe-S (transportadores de electrones capaces de aceptar un electrón por ciclo) al aceptor final, la coenzima Q (ubiquinona, transportador electrónico liposoluble) o a aceptores artificiales como ferrocianuro o rutenio (III) hexaamina.
Simultáneamente al transporte electrónico, el complejo I bombea protones a través de la membrana, contribuyendo así a la generación de un gradiente electroquímico. La estequiometría aceptada para el bombeo de protones es 2H+/e-. Este proceso produce el 40% del gradiente transmembrana generado en la oxidación del NADH por la cadena respiratoria mitocondrial. Recientemente se demostró que en ciertos procariotas el complejo transloca cationes Na+ en lugar de protones y que de este modo se genera una fuerza sodio-motriz en lugar de protón-motriz.
Más de cien genes están involucrados en la biosíntesis del complejo I, participan en: transcripción, traducción, transporte, procesamiento, inserción de cofactores y ensamblado. El proceso de biosíntesis debe estar estrictamente regulado para mantener los niveles de actividad metabólica en células y tejidos, de acuerdo a su demanda energética.
Tradicionalmente se ha denominado como complejo I a la enzima mitocondrial mientras que su contraparte bacteriana se conoce como NADH deshidrogenasa tipo I.

## Patología
Mutaciones en las subunidades del complejo I pueden causar enfermedades mitocondriales, entre las que destaca el síndrome de Leigh.
Hay algunas evidencias de que defectos en el complejo I pueden jugar cierto papel en la etiología de la enfermedad de Parkinson, tal vez porque el complejo I (al igual que el III) pueden padecer fugas de electrones hacia el oxígeno formando superóxidos muy tóxicos.